# جيري غالاغير
جيري غالاغير (بالإنجليزية: Gerry Gallagher)‏ هو لاعب كرة قدم أمريكية أمريكي، ولد في 15 ديسمبر 1951.